# ジェームズ・シンクレア
ジェームズ・シンクレア（1809年 - 1881年）は、19世紀に活躍したスコットランド人造園庭師。オーストラリア・メルボルンにあるフィッツロイ・ガーデンが代表作である。
メルボルン市議会はフィッツロイ・スクエアの配置を議論していた1948年、もともと土地開発を目的とし、ごみ集積場として使用されていた湿地やブルーストーン採石場によって妨害されていた。1856年の決定で庭園に改造することを2月の理事会でプロジェクト決定、シンクレアは翌年プランナーに選ばれる。広場は1862年8月にフィッツロイ庭園と改名された。
シンクレアは、C. ホジキンソン の協力により沼地を排水し、そのほとりに植えられた柳から、自生の木シダの塊を通る自然の巻チャネルを形成するために流用したが、多くのヤシの木とシダの交換は、後にこの地域森林を破壊した。
1859年にシンクレアはジョリモントの鉄道敷に向かって傾斜してまとまった低木や草の芝生が点在ポプラと平面の木の道、と並んでニレを植樹。一連の作品は、田園都市としてメルボルンの発展に大きく貢献した。